# Fredrik Barth
22 de diciembre de 1928-24 de enero de 2016) fue un antropólogo social noruego que publicó varias etnografías con una clara visión formalista.
Ejerció como profesor en el departamento de Antropología de la Universidad de Boston, y previamente había ejercido distintos profesorados en la Universidad de Oslo, la Universidad de Bergen (donde fundó el departamento de Antropología Social), la Universidad de Emory y la Universidad de Harvard.
Poseía un alto grado de reconocimiento entre los antropólogos gracias a su análisis transaccional de los procesos políticos en el Valle Swat, al norte de Pakistán, y su estudio sobre procesos microeconómicos y entepreneurship en el área de Darfur en Sudán. Este trabajo ha sido tomado como un ejemplo clásico de análisis formalista en Antropología Económica. Durante su larga carrera también realizó importantes estudios basados en su trabajo de campo en Bali y Nueva Guinea y varios países de Medio Oriente, cubriendo una larga gama de temas.
Barth fue el editor de Ethnic Groups and Boundaries (1969), en el cual hizo un acercamiento al estudio de la etnicidad focalizada en el desarrollo de las negociaciones de límites geográficos entre grupos de personas. 
Barth quiso borrar las nociones antropológicas de culturas como entidades limitadas, y dejar de ver a la etnicidad como generadora de lazos primordiales, reemplazándolas por una visión centrada en la interfaz entre los grupos. 
Barth estaba casado con Unni Wikan, profesora de Antropología Social en la Universidad de Oslo, Noruega.

## Trabajos seleccionados
- Barth, Fredrik. 1993. Balinese worlds. Chicago: University of Chicago Press
- Barth, Fredrik. 1987. Cosmologies in the making : a generative approach to cultural variation in inner New Guinea. Cambridge: Cambridge University Press.
- Barth, Fredrik. 1983. Sohar, culture and society in an Omani town. Baltimore: Johns Hopkins University Press.
- Barth, Fredrik. 1975. Ritual and knowledge among the Baktaman of New Guinea. Oslo: Universitetsforlaget.
- Barth, Fredrik (red) 1969. Ethnic groups and boundaries. The social organization of culture difference, Oslo: Universitetsforlaget.
- Barth, Fredrik. 1966. Models of social organization
- Barth, Fredrik. 1962. Nomads of South-Persia; the Basseri tribe of the Khamseh Confederacy. Oslo: Universitetsforlaget.
- Barth, Fredrik. 1959. Political leadership among Swat Pathans